# ポピュラー・ウェスタンのすべて
『ポピュラー・ウェスタンのすべて（ウェスタン全集: 第3巻）』（All About Hit Songs）は、ジミー時田とマウンテン・プレイボーイズのアルバム。
本作は、アメリカのポピュラー・ソング集である。

## 収録曲
Side 1
1. ディトア（恋は廻り道） - Detour
2. 涙のワルツ - I Went to Your Wedding
3. バイ・バイ・ラヴ - Bye Bye Love
4. 思い出のサンフランシスコ - I Left My Heart in San Francisco
5. さらばジャマイカ - Jamaica Farewell
6. 牧場の我が家 - Home on the Meadow

Side 2
1. ヘロー・メリー・ルー - Hello, Mary Lou
2. ユー・ビロング・トゥー・ミー - You Belong to Me
3. 月光価千金 - Get Out and Get Under the Moon
4. バラの刺青 - The Rose Tattoo
5. マクリントックのテーマ - McLintock's Theme
6. オーラ・リー - Aura Lee

## パーソネル
ジミー時田とマウンテン・プレイボーイズ